# قره‌تپه (شهریار)
قره تپه (شهریار)، روستایی از توابع بخش مرکزی شهرستان شهریار در استان تهران ایران است. این روستا قدمتی 7 هزار ساله دارد.

## جمعیت
این روستا در دهستان رزکان قرار دارد و براساس سرشماری مرکز آمار ایران در سال ۱۳۸۵، جمعیت آن ۲۶۵ نفر (۶۱خانوار) بوده‌است.